# Estudios ambientales

Imágenes creadas por la Sonda Infrarroja Atmosférica (AIRS) del satélite Aqua de la NASA, que muestra el monóxido de carbono generado por los incendios en las regiones amazónicas de Brasil desde el 8 al 22 de agosto de 2019. La tala y quema de árboles busca la obtención de recursos naturales para la industria maderera, además del despeje del bosque para la ganadería, la agricultura y la explotación minera.

Los estudios ambientales son un campo académico multidisciplinario que estudia sistemáticamente la interacción humana con el medio ambiente para resolver problemas complejos. Los estudios ambientales reúnen los principios de las ciencias físicas, el comercio / la economía y las ciencias sociales para resolver los problemas ambientales contemporáneos. Es un amplio campo de estudio que incluye el entorno natural, el entorno construido y los conjuntos de relaciones entre ellos. El campo abarca el estudio de los principios básicos de la ecología y la ciencia ambiental, así como temas asociados como ética , geografía, antropología, política, política, planificación urbana, derecho, economía, filosofía, sociología y justicia social, planificación, control de la contaminación y naturales. gestión de recursos. También hay muchos programas de licenciatura en Estudios Ambientales, incluyendo la Maestría en Estudios Ambientales y la Licenciatura en Estudios Ambientales. 

## Historia
El Colegio de Silvicultura del Estado de Nueva York en la Universidad de Syracuse estableció una licenciatura en estudios ambientales en la década de 1950, otorgando su primer título en 1956. Middlebury College estableció la especialidad allí en 1965.
La Asociación de Estudios Ambientales de Canadá (ESAC, por sus siglas en inglés) se estableció en 1993 "para promover las actividades de investigación y enseñanza en áreas relacionadas con los estudios ambientales en Canadá". La revista de ESAC, A \ J: Alternatives Journal fue publicada por primera vez por Robert A. Paehlke el 4 de julio de 1971.
La Asociación de Estudios y Ciencias Ambientales (AESS) se fundó en 2008 como la primera asociación profesional en el campo interdisciplinario de estudios ambientales en los Estados Unidos.  En 2010, el Consejo Nacional para la Ciencia y el Medio Ambiente (NCSE) acordó asesorar y apoyar a la Asociación. La revista académica de la Asociación, Journal of Environmental Studies and Sciences (JESS), comenzó a publicarse en marzo de 2011.
En los Estados Unidos, muchos estudiantes de secundaria pueden tomar ciencias ambientales como un curso de nivel universitario. Más de 500 colegios y universidades en los Estados Unidos ofrecen estudios ambientales como un título